# Puchar Interkontynentalny w Lekkoatletyce 2010 – bieg na 400 m przez płotki mężczyzn
Bieg na 400 metrów przez płotki mężczyzn – jedna z konkurencji rozegranych podczas pucharu interkontynentalnego w Splicie. Płotkarze rywalizowali 4 września – pierwszego dnia zawodów.

## Rezultaty
| Poz. | Zawodnik            | Reprezentacja  | Czas     |
| ---- | ------------------- | -------------- | -------- |
| 1.   | David Greene        | Europa         | 47.88 PB |
| 2.   | Javier Culson       | Ameryka        | 48.08    |
| 3.   | Bershawn Jackson    | Ameryka        | 48.62    |
| 4.   | Mamadou Kasse Hann  | Afryka         | 48.89 PB |
| 5.   | Louis Jacob van Zyl | Afryka         | 49.97    |
| 6.   | Héni Kechi          | Europa         | 50.01    |
| 7.   | Brendan Cole        | Azja i Oceania | 50.37    |
| 8.   | Takayuki Koike      | Azja i Oceania | 54.45    |